# 沃夫奇涅齊 (卡扎京區)
49°44′54″N 28°33′56″E / 49.74833°N 28.56556°E
沃夫奇涅齊（烏克蘭語：Вовчинець）是位於烏克蘭西南部文尼察州裏赫米利尼克區的村莊，始建於1750年，面積2.5平方公里，海拔高度264米，2001年人口913，人口密度每平方公里365.2人。